# 利维坦

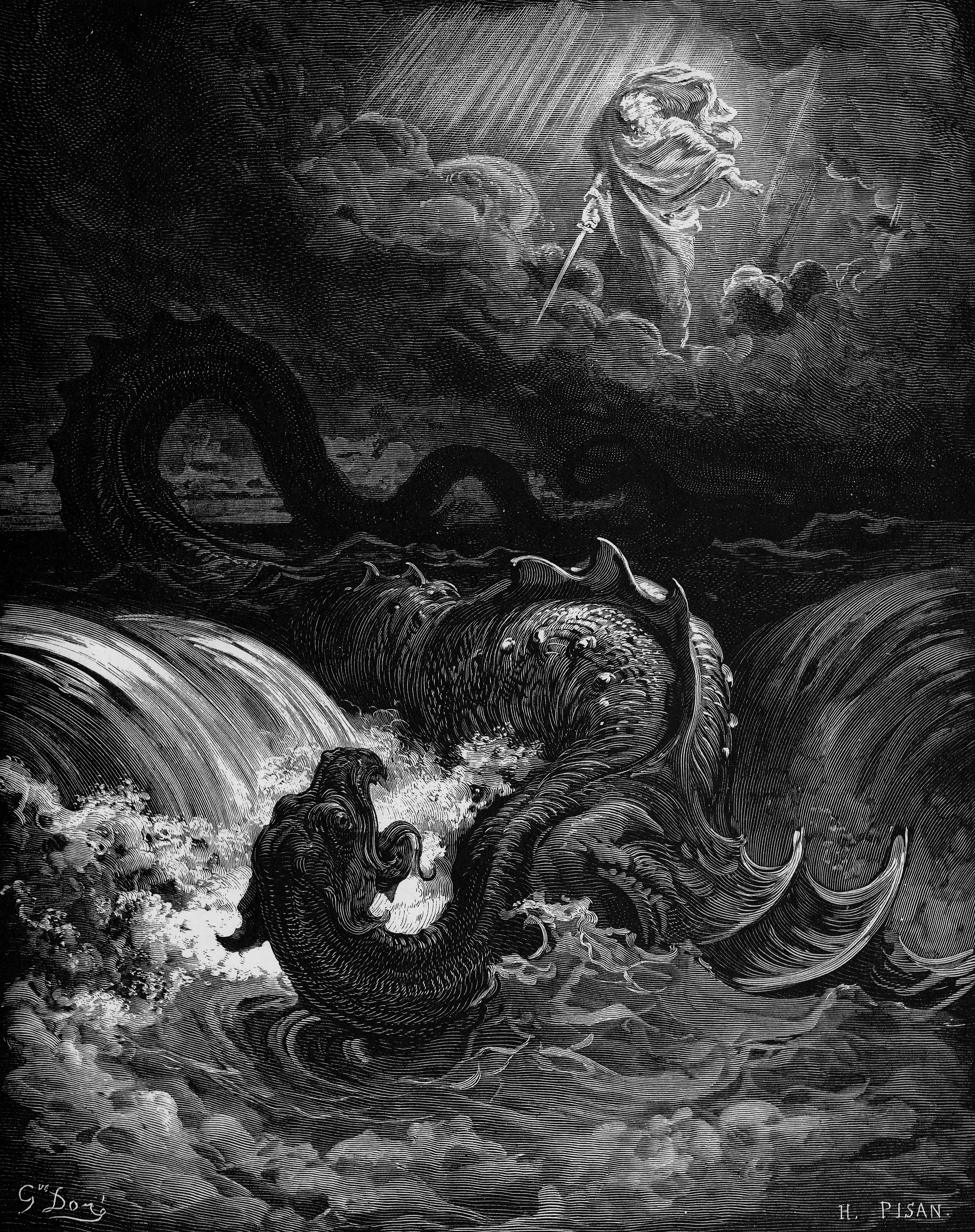
在海上作惡的利維坦

利維坦（羅馬化：Livyāṯān），又譯巨靈，1874年施约瑟翻译的旧约全书译为利未雅坦，之后的聖經和合本譯為鱷魚，现在的和合本修訂版譯為力威亞探，聖經思高本譯為里外雅堂，聖經現代中文譯本譯為海怪，是《希伯来圣经》的一种怪物，形象原型可能來自鯨及鱷魚。「利維坦」一詞在希伯来語中有著「扭曲」、「漩渦」的含義。《以賽亞書》第二十七章描述利維坦為「曲行的蛇」；烏加里特史詩則記載利維坦為利坦（Litan），並形容其為「纏繞之蛇」。後世每提到這個詞語，都指來自海中的巨大怪獸，而且大多呈大海蛇形態。
根據《以諾書》記載“在那天，兩個獸將要被分開，母的獸叫利維坦，她住在海的深處，水的裡面；公的名叫貝赫莫特，他住在伊甸園東面的一個曠野裡，曠野的名字叫登達煙，是人不能看見的”。

## 相關形象
《希伯來聖經》裡的利維坦，是一頭強到足以與薩麥爾相提並論的強大怪獸，其形象亦與《以賽亞書》中的海怪「拉哈比」（Rahab）十分相似，類似形象的生物在聖經中尚有許多，相信都是利維坦的形象來源。
《約伯記》（第41章）中提到，利維坦是一頭巨大的生物。牠暢泳於大海之時，波濤亦為之逆流。牠口中噴著火燄，鼻子冒出煙霧，擁有銳利的牙齒，身體好像包裹著鎧甲般堅固。性格冷酷無情，暴戾好殺，牠在海洋之中尋找獵物，令四周生物聞之色變。
《以諾書》中，利維坦是在上帝創造世界的第六天製造的兩隻怪物中的一隻，她是混沌的巨龍，有說像巨蛇有說像鱷魚，也有說是巨鯨的模樣。

## 次文化
- 輕小說《關於我轉生變成史萊姆這檔事》龍種維爾薩澤持有技能 大罪系究極技能《嫉妒之王》利維坦。
- 迪士尼動畫長片《失落的帝國》將利維坦形容成一隻巨型機械螯龍蝦，長度幾乎是潛艦尤里西斯號的十倍。兩隻外螯較大、左右不對稱；內螯較小且較對稱，背甲刻有亞特蘭提斯的圖騰、而且堅硬無比，人類的魚雷或砲彈都無法傷牠分毫、有著發亮紅光的雙眼、能用口部觸鬚發射雷電束擊毀船隻，除能潛水外還能在空中反重力懸浮。原為戰爭用途，後因亞特蘭提斯沉沒而改作入口海溝的守門使者，原本不只一隻，不明原因使得後人探索時僅剩一隻（依舊成功守候入口長達千年）。
- Unknown Worlds Entertainment開發的電子遊戲《深海迷航》與《深海迷航：零度以下》將極大型的生物列為利維坦等級有機體（Leviathan Class Organisms）。

### 克苏鲁神话
克苏鲁神话中，利维坦被认为是被封印在大西洋的水下古城「拉莱耶」的旧日支配者，是克苏鲁座下的两个从神之一、深潜者的父神，统领所有的深潜者和其他信仰克苏鲁的海族。